# 사띠
사띠(sati)는 팔리어 불교 용어로 통상 팔정도의 정념(正念, sammā-sati)을 가리킨다고 해석될 수 있다. 사티, 싸띠라고도 발음한다. 서양에서는 사띠를 mindfulness라고 부르는 경우가 존재하는데, 한국에서 mindfulness를 마음챙김이라 번역하는 경우와 함께 생각하면 사띠는 곧 마음챙김과 동의어라 인식될 수 있다. 이에 대해 다양한 의견이 존재할 수 있다.

## 팔정도
석가모니는 외도의 선정수행과 고행을 바른 수행이 아니라고 보았는데, 그 수행법에는 선정이 있지만 정념(正念, sammā-sati)이 없다는 것이 핵심이다. 정념이 없는 선정(사마디)은 삼마사마디(sammā-samādhi) 즉 팔정도의 정정(正定)이 아니다.

## 아나파나사띠
석가모니는 아나파나사띠 수타에서 아나파나사띠를 가르쳤다. 마음으로 다섯을 세며(사띠) 짧게 숨을 들이쉬고(아나), 마음으로 다섯을 세며(사띠) 길게 숨을 내쉰다(파나). 숨이 바뀔 때 넷이 되어도 여섯이 되어도 안된다. 따라서 고도의 정신집중(사띠)가 필요하다. 이러한 숨을 세는 명상이 익숙해지면, 모든 번뇌를 벗어나 누진통을 이루어 부처가 된다고, 아나파나사띠 수타에서 석가모니가 가르친다. 그밖에도 수많은 정신수행상의 효능을 아나파나사띠 수타에서 설명한다.

## 간화선
12세기 중국 임제종 대혜종고 스님이 만든 명상법인 간화선에서, 사띠는 화두를 의심하는 마음상태를 말한다.

## 마음챙김
서양판 사띠 명상법인 마음챙김 명상법이 유명해진 것은 1979년 MBSR(Mindfulness-Based Stress Reduction) 프로그램을 개발한 매사추세츠 대학교 의과대학의 존 카밧 진 교수(Jon Kabat-Zinn) 때문이다. 1974년 한국 숭산 스님(1927~2004)의 제자가 되어 한국의 참선을 배웠으며, 역시 숭산 스님이 설립한 보스턴 근교의 케임브리지선원(Cambridge Zen Center)의 수석법사로 참선을 지도했다.

## 같이 보기
- 마음챙김 - 사띠 명상법이 서양에서 발전하여 마음챙김 명상법이 되었다.